# Amblypsilopus reunionensis
Amblypsilopus reunionensis är en tvåvingeart som beskrevs av Grichanov 2004. Amblypsilopus reunionensis ingår i släktet Amblypsilopus och familjen styltflugor.
Artens utbredningsområde är Réunion. Inga underarter finns listade i Catalogue of Life.